# Gabriel Terra
José Luis Gabriel Terra (ur. 1 sierpnia 1873 w Montevideo, zm. 15 września 1942 tamże) – prezydent Urugwaju w latach 1931–1938.

## Życiorys
Urodził się w Montevideo. Absolwent Wydziału Prawa na Uniwersytecie Republiki. Karierę polityczną rozpoczynał jako członek partii Colorado. Od 1925 był ministrem przemysłu. W 1931 został prezydentem kraju. Jego prezydentura zaowocowała konsekwentną polityką wzmacniania władzy prezydenta oraz nową konstytucją w 1934 (gwarantującą mu kolejną kadencję), a następnie dyktaturą na wzór tej, którą wprowadził Benito Mussolini.